# Pecten oculi
Pecten oculi, pecten eller pekten är en solfjäderformad struktur med blodkärl på åderhinnan (choroidea) i ögat på fåglar. Reptiler har en liknande struktur som kallas  conus papillaris. Pekten är en ickesensorisk och pigmenterad struktur som leder in i glaskroppen där synnerven leder in i ögonloben. Dess exakta funktion är omdiskuterad men man tror att den förser näthinnan med näring och samtidigt upprätthåller PH-balansen i glaskroppen.
Både fåglars och reptilers ögon kännetecknas av avsaknaden av blodkärl i näthinnan vilket skiljer dem ifrån ryggradsdjuren. Pekten gör så att blodkärlen inte skymmer sikten, vilket de i viss mån gör hos däggdjuren, vilket i sin tur leder till fåglarnas skarpa syn. Pigmenteringen av pekten tros skydda blodkärlen ifrån ultraviolett ljus.